# Anežka
Anežka je ženské jméno vzniklé z řeckého hagné (Neposkvrněná, Čistá). Alternativní variantou je Ágnes či Agnes. Podle českého občanského kalendáře má svátek 2. března.

## Statistické údaje
Následující tabulka uvádí četnost jména v ČR a pořadí mezi ženskými jmény ve srovnání dvou roků, pro které jsou dostupné údaje MV ČR – lze z ní tedy vysledovat trend v užívání tohoto jména:
| Rok       | Četnost     | Pořadí      |
| 1999      | 25329       | 58.         |
| 2002      | 23541       | 58.         |
| Porovnání | o 1788 méně | žádná změna |
| 2006      | 20922       | 67.         |
| 2009      | 20165       | 68.         |
| 2016      | 19977       | 117.        |

Změna procentního zastoupení tohoto jména mezi žijícími ženami v ČR (tj. procentní změna se započítáním celkového úbytku žen v ČR za sledované tři roky 1999–2002) je −6,3%, což svědčí o poměrně značném poklesu obliby tohoto jména.

## V jiných jazycích
- Agnes (angl., lat., něm., slovin.)
- Agnès (fr., kat.)
- Agnesa (albán., it., sloven.)
  - Агнеса (běl., uk.)
- Agnese (it.)
- Ágnes, Ági (maď.)
- Agnessa
  - Агнесса (rus.)
- Agneta (něm., skand.)
- Agnete (dán.)
- Agneza (slovin.)
- Agnieszka (pol.)
- Agnija
  - Агния (rus.)
  - Агнія (uk.)
- Ines (něm.)
- Inès (fr.)
- Inés (šp.)
- Inês (port.)
- Inessa (ázerbájdž.)
- Hańža, Hańžka (hornoluž.)
- Neža (slovin.)
- Oanez (bret.)

## Známé Anežky
světice
- sv. Anežka Česká (1211?–1282), česká princezna a řeholnice
- sv. Anežka z Montepulciana (1268–1317), italská dominikánská řeholnice a abatyše
- sv. Anežka Římská (291–304), křesťanská mučednice

šlechtičny
- Anežka Akvitánská (1105–1159), aragonská královna
- Anežka Hohenlohe-Langenburská (1804–1835), hohenlohe-langenburská princezna
- Anežka ze Châtillonu (Anežka z Antiochie; 1154–1184), manželka Bély III. a uherská a chorvatská královna
- Anežka z Poitou (1025–1077), manželka římského císaře Jindřicha III.
- Anežka Přemyslovna (1269–1296), česká princezna a švábská vévodkyně

ostatní
- Anežka Hodinová-Spurná (1895–1963), česká politička a komunistická funkcionářka
- Agnieszka Holland, polská režisérka a scenáristka
- Ági Gubik, herečka